# Tulburările civile din România din 2012-2015
Tulburările civile din România din 2012-2015 se referă la o perioadă prelungită de dezordine civilă și scandaluri politice în România, care au luat amploare în a doua jumătate a anilor 2000. Valul de demonstrații civile a început în ianuarie 2012, odată cu introducerea reformei noii legislații din sănătate. Protestele au fost alimentate de măsurile de austeritate care au fost aplicate în mai 2010, dar și de nepopularitatea guvernului Boc susținut de președintele Băsescu. Manifestațiile s-au caracterizat prin răspândirea revoltei și actelor de vandalism. Situația politică s-a înrăutățit, prin urmare prim-ministrul Emil Boc a decis să-și depună mandatul pe 6 febuarie 2012.
În primele șașe luni din an, trei guverne s-au schimbat. Vara lui 2012 a fost marcată de o mare criză politică, alimentată de acuzațiile de plagiat asupra premierului susținut de PSD, Victor Ponta, și a culminat cu suspendarea președintelui Traian Băsescu. Cu toate că referendumul pentru demiterea președintelui a arătat că mai mult de 80% din votanți doreau demisia sa, referendumul a fost invalidat de către Curtea Constituțională deoarece prezența la urne a fost mai mică de 50%. În timpul acestei perioade, România a fost avertizată de puterile vestice asupra stării democrației, în măsura în care demiterea președinților Senatului și Camerei Deputaților s-a făcut într-o manieră dublă, iar personalitățile marcante din PSD, printre care și vicepreședintele Liviu Dragnea, au fost acuzate de fraudă la referendum.
După o victorie zdrobitoare la alegerile parlamentare din 9 decembrie 2012, Victor Ponta – sprijinit de Uniunea Social-Liberală – a fost învestit în funcția de prim-ministru. Mandatul său a fost marcat de scandaluri de corupție și proteste de stradă. Manifestațiile au avut mai multe cauze, printre ele fiind creșterile taxelor, expolatarea gazelor de șist prin fracturare hidraulică și Proiectul Roșia Montană. Sute de mii de oameni, incluzând doctori, profesori, studenți și muncitori, și-au manifestat în stradă nemulțumirea privind politicile guvernului. Angajații din sistemul de transport și sănătate au declanșat mai multe greve în această perioadă. Deși în mare pașnice, protestele au degenerat în unele cazuri în ciocniri între protestatari și forțele de ordine. Guvernul Ponta a fost acuzat de organizațiile naționale și internaționale de folosirea excesivă a forței în Revolta de la Pungești. Etnicii maghiari au început o serie de proteste pentru autonomia Ținutului Secuiesc, în timp ce mișcările unioniste (Acțiunea 2012) au cerut unirea României cu Republica Moldova, atât în România cât și peste Prut.
În iarna lui 2014, alianța dintre PNL și PSD s-a desființat, după escaladarea tensiunilor interne dintre cele două partide. Partidul Național Liberal a părăsit alianța și a fuzionat cu Partidul Democrat Liberal pentru a forma cel mai mare partid de dreapta din România de după 1989. În vara aceluiași an, Victor Ponta de la PSD și Klaus Iohannis de la PNL și-au lansat candidaturile pentru alegerile prezidențiale. Spre surpinderea tuturor, candidatul de etnie germană Klaus Iohannis a câștigat alegerile. Eșecul lui Ponta se datorează în mare neregulilor cu privire la procesul de vot din diaspora și a numeroaselor scandaluri de corupție care implicau figure din partidul pe care-l conducea. În timpul campaniei electorale, oamenii au protestat împotriva lui Victor Ponta și a membrilor guvernului său,  întrucât mii de cetățeni români din diaspora au fost împiedicați să își exercite dreptul de vot din cauza proastei organizări a procesului electoral.

## Context

### Probleme sociale
La vremea aceea, România este țara cu cele mai ridicate niveluri de sărăcie din Uniunea Europeană. Mai mult din 30% din populație trăia cu mai puțin de 5 dolari pe zi. Într-un raport întocmit de Comisia Prezidențială pentru Analiza Problemelor Sociale și Demografice este specificată că există discrepanțe vizibile între categoriile sociale, grupurile privilegiate beneficiind de salarii și pensii mari în comparație cu restul populației. Falimentul multor companii a crescut rata șomajului, în iulie 2013 ajungând la 7.6%, cel mai ridicat nivel de la criza economică din 2010. Alte companii, inclusiv companiile de stat – Poșta Română, Căile Ferate Române, erau în pragul falimentului, fiind nevoite să facă tăieri.
După aplicarea unor măsure dure de austeritate în 2010, economia României și-a revenit. Prin urmare, în 2013, România a înregistrat cea mai mare creștere economică din UE. În ciuda acestei creșteri, standardul de viață a scăzut, mulți români neputând să-și asigure cheltuielile zilnice. Condițiile proaste de muncă, concedierile masive și creșterile taxelor au înfuriat populația care a umplut piețele principalelor orașe pentru a-și striga nemulțumirile.

### Tulburările politice
În ultimii 25 de ani, România a experimentat un proces complex de democratizare cu momente de criză, stagnare economică, naționalism radical și polarizare extremă. În ciuda aderării României la NATO în 2004 și Uniunea Europeană în 2007, situația politică a rămas instabilă, cu ciocniri periodice între instituțiile președinției, guvernului și parlamentului, precum cele din 2007 și 2012 și măsurile dure de austeritate care au alimentat tensiunile sociale.

## Cronologia evenimentelor

### Revoltele de la mijlocul lunii ianuarie 2012
Acestea vor fi primele evenimete din cei trei ani de tulburări civile. Au fost declanșate de introducerea unei noi reforme în legislația din sănătate și înrăutățirea standardului de viață. Popularitatea președintelui Traian Băsescu s-a prăbușit în mare după impunerea măsurilor de austeritate în 2010, anul în care România s-a confruntat, de asemenea, cu mari manifestații în stradă periodice. Încercarea de privatizare a serviciului SMURD și denigrările făcute de Traian Băsescu asupra lui Raed Arafat, fondatorul SMURD, a fost vehement criticată de oamenii din stradă.
Protestele au început cu o mare manifestație de 3000 de oameni la Târgu Mureș pe 12 ianuarie, în semn de solidaritate pentru Raed Arafat. În săptămânile următoare, protestele s-au răspândit în alte 60 de orașe din România și în zeci de orașe din Diaspora. În București, cel mai mare protest a avut loc pe 19 ianuarie, apogeul atins fiind de 20.000 de oameni care și-au exprimat nemulțumirile față de regimul Băsescu. Pentru mai multe zile, Bucureștiul a experimentat o răspândire a revoltelor și actelor de vandalism. Sute de polițiști și jandarmi au fost dislocați pe străzi pentru a se confrunta cu protestatarii furioși care au atacat vehiculele forțelor de ordine cu pietre, au vandalizat magazinele și au ars mașini. Jandarmeria a folosit gaze lacrimogene și grenade asurzitoare pentru a dispersa protestatarii care au blocat traficul din centrul Bucureștiului. Potrivit Jandarmeriei, distrugerile au fost cauzate de ultrașii echipelor de fotbal infiltrați printre protestatarii pașnici. În timpul acelor zile de revolte, mai mulți protestatari au intrat în sediul Televiziunii Române pentru a-i acuza pe jurnaliști de cenzură. Autoritățile au indicat că mai mult de 60 de oameni au fost răniți în timpul acestor ciocniri dintre protestatari și forțele de ordine, în timp ce 283 au fost arestați. Mai mulți jurnaliști au fost răniți în timp ce transmiteau evenimentele. South East Europe Media Organisation, o organizație neguvernamentală care-și are sediul în Viena, și-a exprimat îngrijorarea cu privire la nivelul de violență îndreptat împotriva reporterilor care au transmis protestele.
În dimineața zilei de 6 febuarie 2012, prim-ministrul Emil Boc și-a anunțat demisia, într-o încercare de „a calma situația socială”. În timpul săptămânilor de protest, Băsescu nu a declarat nimic și nu a apărut în public. Emil Boc a fost înlocuit de Mihai Răzvan Ungureanu, fost director al Serviciului de Informații Externe.

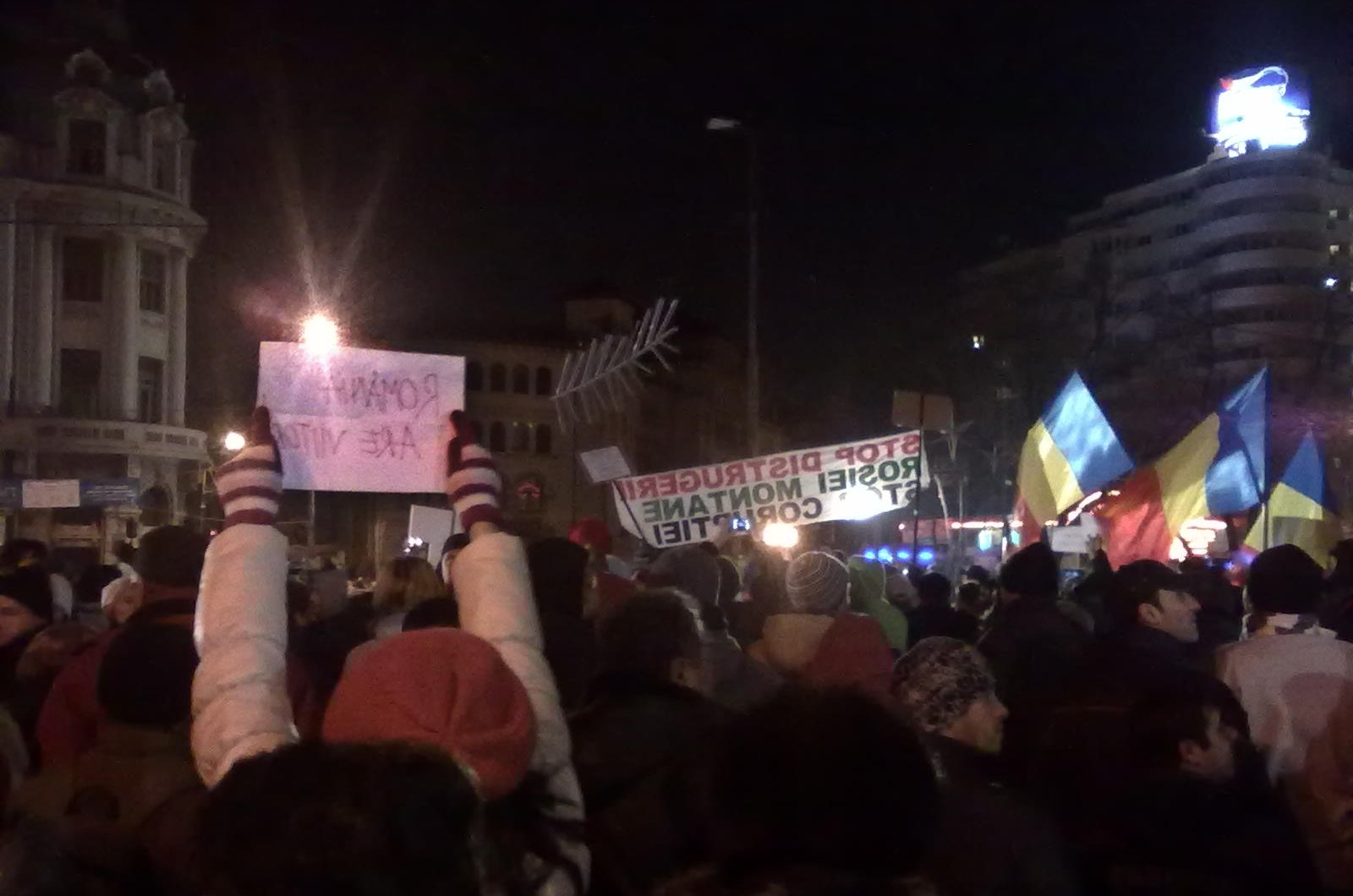
Mare manifestație în București, pe 15 ianuarie

### Criza politică din 2012

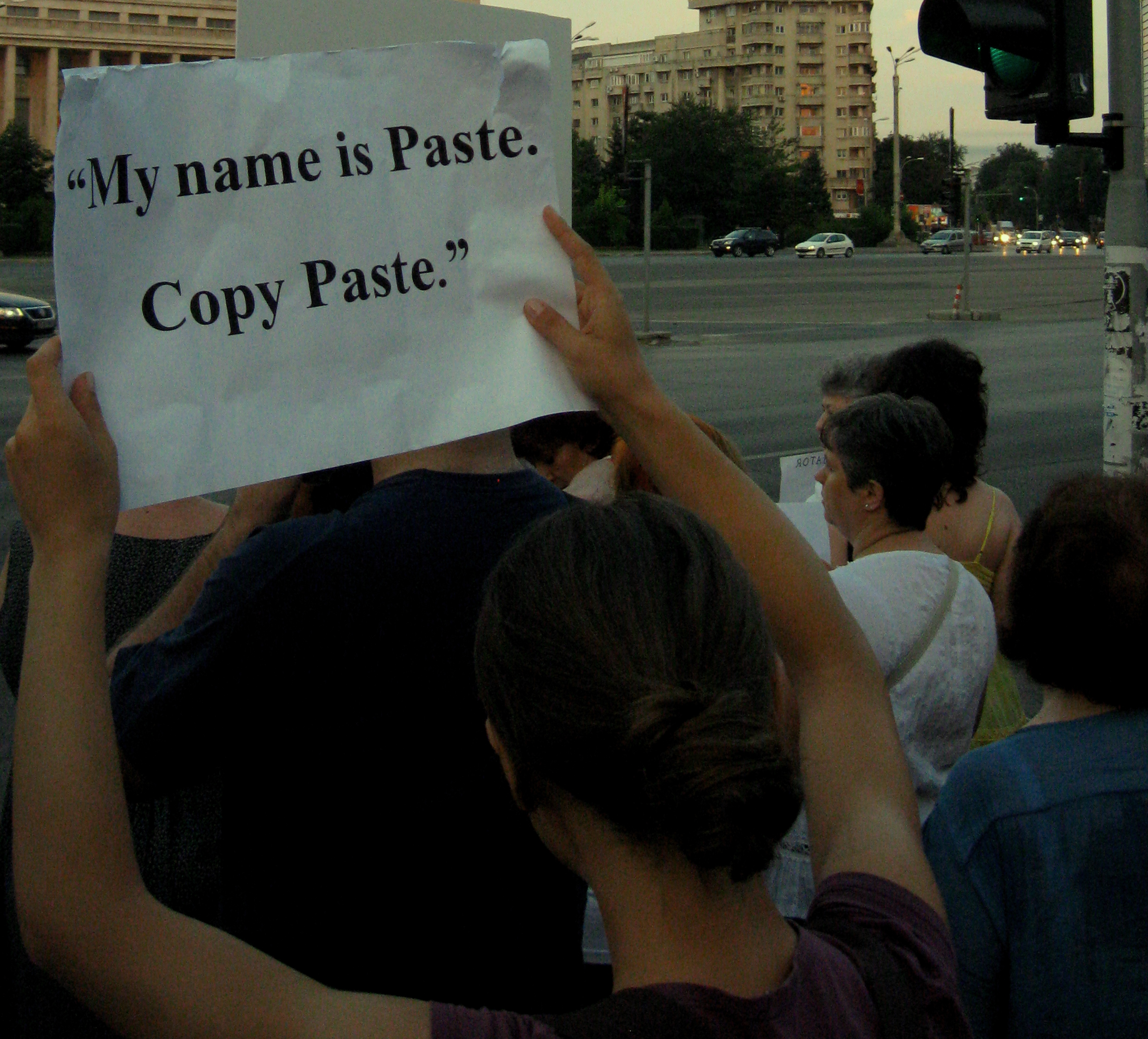
Protest împotriva lui Victor Ponta în Piața Victoriei, București. Pe placă scrie Numele meu este Paste. Copy Paste – o satiră la adresa lui Ponta ca plagiator. Sintagma a fost inventată de The Economist și a devenit folosită la scară largă printre oponenții lui Ponta.

La scurt timp după ce guvernul condus de Mihai Răzvan Ungureanu a picat printr-o moțiune de cenzură, Victor Ponta a preluat funcția. Ponta este un oponent categoric al lui Traian Băsescu. În iunie 2012, cei doi au fost protagoniștii unei mari crize politice, începând cu opinii contradictorii asupra reprezentantului României la reuniunea Consiliului European din 28 iunie și escaladând cu suspendarea președintelui Traian Băsescu. Premierul Victor Ponta a fost acuzat de plagiat în teza sa de doctorat. Aceste acuzații au alimentat instabilitatea politică.
Pe 3 iulie, Parlamentul României, la propunerea majorității reprezentate de Uniunea Social-Liberală, a votat pentru demiterea președintelui Senatului și președintelui Camerei Deputaților. Printr-o ordonanță de urgență, guvernul a restricționat atribuțiile Curții Constituționale, restaurându-i statutul din 2010. De asemenea, liderii USL, Victor Ponta și Crin Antonescu au demarat procedurile pentru demiterea președintelui Traian Băsescu. Aceste măsuri au iritat figurile politice internaționale care și-au exprimat îngrijorarea cu privire la starea democrației și domniei legii în România. Pe 6 iulie, Băsescu a fost suspendat după ce moțiunea de cenzură a trecut votului din parlament grație coaliției de guvernare. Moțiunea a trecut cu 256 de voturi, cu 39 mai mult decât minimul necesar. Liderii USL și-au argumentat acțiunile prin a spune că președintele Traian Băsescu a încălcat Constituția și și-a depășit atribuțiile.

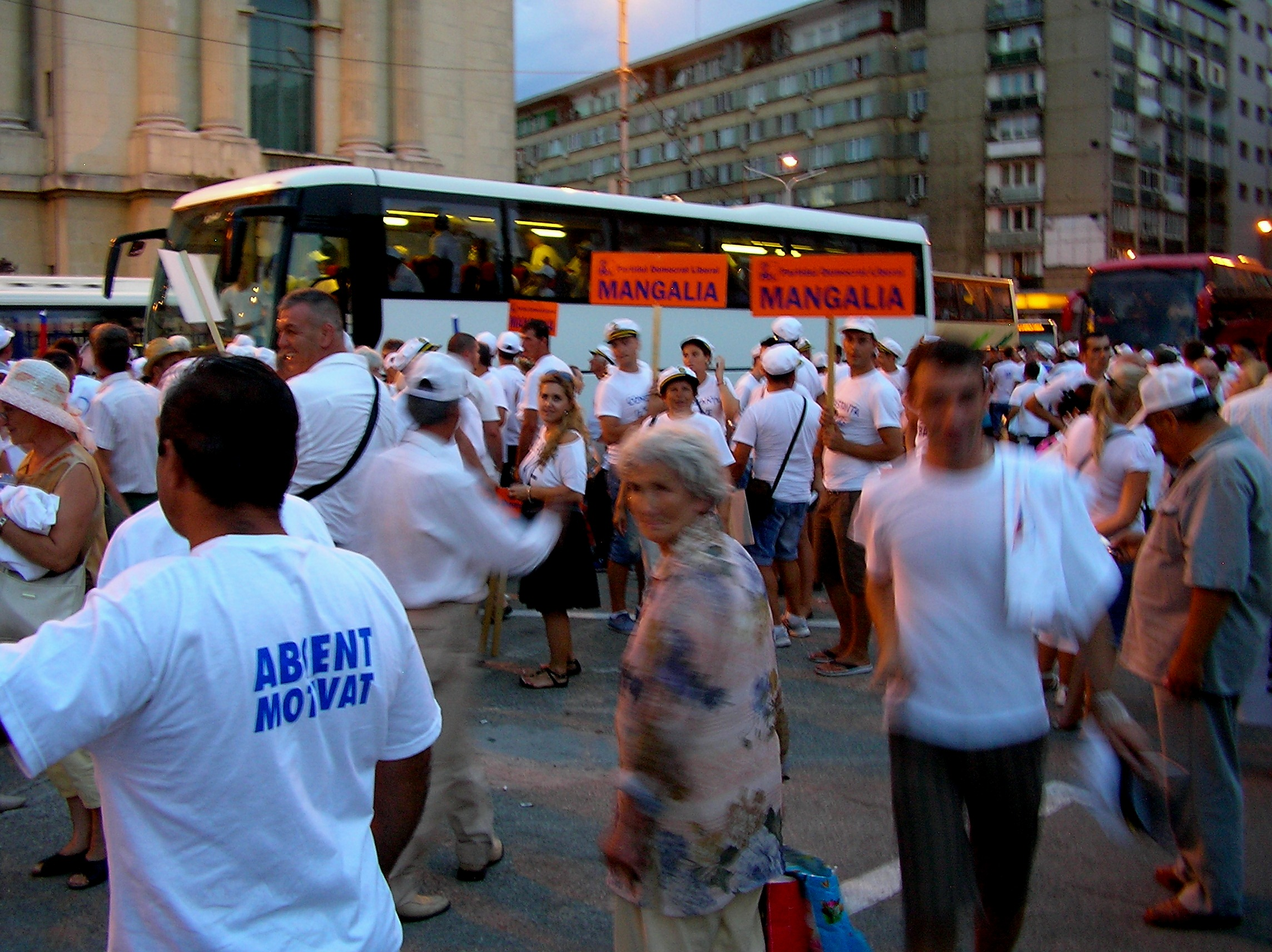
Oameni care sosesc cu autobuzele la un protest în Piața Revoluției, București, pe 26 iulie 2012

Pe 9 iulie, Curtea Constituțională a constatat suspendarea președintelui Băsescu și l-a confirmat pe Crin Antonescu în funcția de președinte interimar. Prin urmare, Curtea Constituțională a respins plângerile formulate de Vasile Blaga și Roberta Anastase, susținute de PDL, privind demiterea din funcție a Președintelui Senatului și a Președintelui Camerei Deputaților. Pe 20 iulie, USL a depus la Înalta Curte de Casație și Justiție, o plângere penală împotriva președintelui suspendat Traian Băsescu și a altor 14 persoane, pentru „difuzarea de informații false, pentru defăimarea țării și a națiunii și pentru periclitarea siguranței economiei naționale și a stabilității monedei”, dat fiind că Băsescu a catalogat evenimentele drept „lovitură de stat”. În zilele următoare, Crin Antonescu i-a tăiat linia telefonică specială a lui Băsescu, după ce Comisia de Apărare a Senatului a aflat că Agenția de Telecomunicații Speciale a dislocat ilegal linia telefonică secretă la biroul lui Băsescu. Băsescu a acuzat USL că a destructurat toate instituțiile de securitate națională și le-a catalogat drept „o bandă de trădători”.
Referendumul pentru demiterea președintelui a avut loc pe 29 iulie. Pe 21 august, Curtea Constituțională a decis că referendumul este invalid din cauza prezenței de sub 50%. Cu toate acestea, 87,52% dintre cei prezenți la referendum au votat pentru demiterea lui Băsescu. PDL a boicotat referendumul, în timp ce premierul maghiar Viktor Orbán i-a îndemnat pe etnicii maghiari din România să stea departe de urne, fapt care explică prezența scăzută la vot în județele majoritare maghiare Harghita și Covasna. Au existat zvonuri despre fraudarea voturilor. În octombrie 2013, vicepremierul Liviu Dragnea și alți 74 de persoane au fost acuzați de falsificarea datelor pentru a influența rezultatul votului. Pe 22 aprilie 2016, Liviu Dragnea a fost condamnat la doi ani de închisoare.

#### Proteste relatate

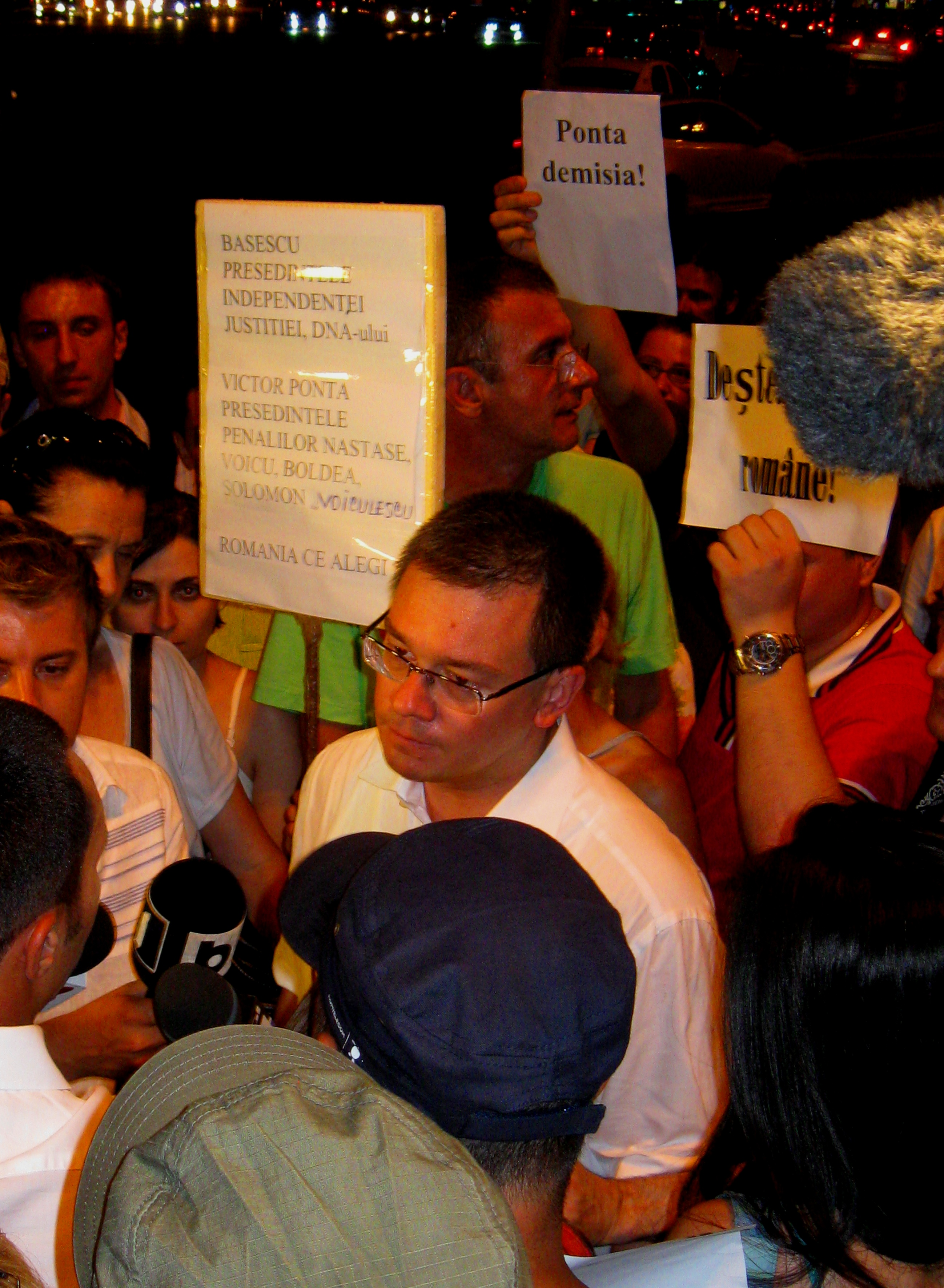
Mihai Răzvan Ungureanu la un protest în Piața Victoriei pe 6 iulie

Vara lui 2012 în România a fost marcată nu doar de instabilitate politică, ci și de tulburări civile. La începutul lui iulie, în contextul scandalului de plagiat, au avut loc manifestații în mai multe locuri din București. Protestatarii, au pus numele protestului sugestiv „Protestul ghilimelelor”, și au participat sute de oameni, printre ei și fostul premier Ungureanu, cerând demisia lui Victor Ponta.
În perioada pre-referendum, mai multe manifestații în sprijinul președintelui Traian Băsescu au avut loc în țară. La Arad și Timișoara, ciocniri între protestatarii pro și anti-băsescu au avut loc, dar au fost rapid dispersate de jandarmi. Pe 6 iulie, 2000 de oameni s-au adunat în București pentru a-l sprijini pe Băsescu. La adunare au fost figuri proeminente din PDL și a degenerat spre seară în altercații cu protestatarii anti-Băsescu care s-au infiltrat printre susținătorii președintelui.
Mari adunări politice au fost organizate de USL în cele mai importante orașe ale țării, într-o campanie pentru suspendarea președintelui: București (50.000 de participanți, 26 iulie), Craiova (18.000 de participanți, 20 iulie), Iași (15.000 de participanți, 22 iulie), Oradea (8000 de participanți, 24 iulie), Pitești (7000 de participanți, 25 iulie), Brașov (5000 de participanți, 17 iulie), Alexandria (1500 de participanți, 25 iulie) și Râmnicu Vâlcea (700 de participanți, 27 iulie). Pe de altă parte, mari mitinguri pro-Băsescu au fost organizate în mai multe orașe din România, în date diferite, pentru evita conflictele dintre protestatari: București (15.000 de participanți), Iași (10.000 de participanți), Cluj-Napoca (10.000 de participanți) și Slatina (100 de participanți).

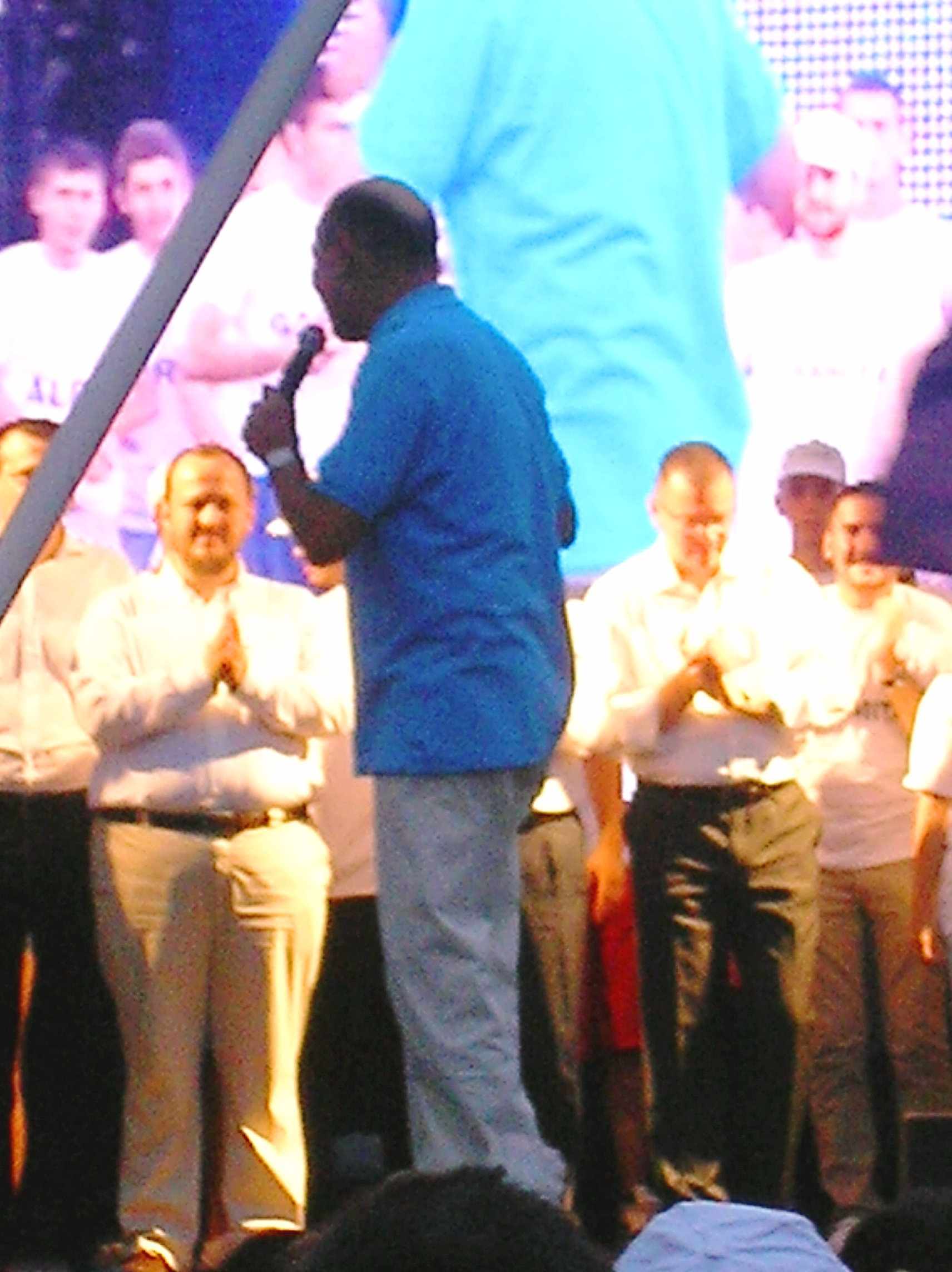
Traian Băsescu vorbind în sprijinul său la un protest antisuspendare în Piața Revoluției, București

Invalidarea referendumului i-a înfuriat pe opozanții lui Băsescu care s-au adunat cu miile în fața Teatrului Național București. Protestatarii au strigat mesaje împotriva deciziei CCR de a invalida referendumul și i-au cerut lui Traian Băsescu să demisioneze. La fel, mulți au venit cu pancarte anti-SUA, având în vedere că Băsescu a fost repus la dorința americanilor. Spre seară lucrurile au scăpat de sub control, oamenii au spart gardurile și au intrat pe carosabil, blocând traficul. A doua zi, Jandarmeria a amendat sau interogat 106 persoane pentru tulburarea linistii publice si distrugerea domeniului public.

### Protestele sociale din 2013
Înrăutățirea condițiilor de muncă, disponibilizările în masă și salarizarea proastă au scos în stradă mii de angajați chiar și în primele zile ale anului 2013. Probabil cel mai dramatic și mediatizat caz este Oltchim Râmnicu Vâlcea, una dintre cele mai mari companii chimice din România. Compania a înregistrat pierderi de 90,3 milioane de euro în trimestrul IV din 2011, încheind astfel anul cu un rezultat negativ de 270 de milioane de lei. Conducerea companiei a fost nevoită să reducă cheltuielile și sporurile, chiar și fără a anunța angajații. Situația deplorabilă a companiei a declanșat tulburări în masă, alimentate și de mai multe încercări eșuate de privatizare a combinatului. Pe tot parcursul anului au avut loc proteste, unul dintre cele mai mari fiind organizat pe 28 martie, când aproape 1.500 de angajați au refuzat să înceapă lucrul și au blocat circulația pe drumul național DN64. Tulburările au escaladat odată cu năvălirea în sediul companiei pe 4 iulie, în timp ce în lunile următoare, unii angajați au declanșat greva foamei.

#### Criza CFR
Situația deplorabilă a companiei naționale de căi ferate a scos în stradă mii de angajați sub amenințarea pierderii locului de muncă sau a reducerii salariului. În 2013 și 2014, compania a fost zguduită de două greve majore. Pe 16 ianuarie 2013, mii de angajați au declanșat o grevă spontană, 138 de trenuri fiind blocate timp de câteva ore în principalele gări din țară, printre care București, Craiova, Cluj-Napoca, Iași, Galați și Constanța. Ministrul Transporturilor Relu Fenechiu a spus că va face o analiză și cei responsabili vor plăti.
O grevă mai mare a avut loc pe 23 aprilie 2014, când, timp de două ore, traficul feroviar a fost paralizat în principalele gări din țară. Potrivit sindicaliștilor, protestul a avut loc după negocierile eșuate privind un nou contract colectiv. Aproximativ 400 de trenuri de călători și 200 de trenuri de marfă stăteau în gări sau pe rută..

#### Protestele profesorilor și studenților
Proteste și greve au fost pornite de profesori și studenți de-a lungul anului, centrate în mare pe politicile slabe ale lui Ponta privind educația. Justificarea este că sistemul de educație este subfinanțat și este necesară alocarea a cel puțin 6% din PIB în educație. Elevii de liceu au protestat și pentru decontarea proastă a abonamentelor de navetă.
Pe 21 mai, mai mult de 2000 de elevi din Județul Covasna au intrat în grevă japoneză, în măsura în care Ministerul Educației nu a soluționat problema, din octombrie 2012, cu privire la decontarea abonamentelor de navetă. Cei 2000 de elevi care au intrat în grevă japoneză, purtând banderole albe pe braț, provin de la 15 licee din orașele Sfântu Gheorghe, Târgu Secuiesc, Covasna și Baraolt. Mai mult, elevii din Covasna au organizat un protest. Ministerul Educației a acumulat, din octombrie până în martie, o datorie de mai mult de 1.6 milioane de lei pentru decontarea abonamentelor studenților care fac naveta în județul Covasna. De asemenea, 150 de elevi de la liceele din județul Mureș au făcut o grevă japoneză pe termen nelimitat, în semn de solidaritate față de colegii la care nu s-au decontat banii pentru abonamentele de navetă. Aceeași măsură de protest a fost adoptată de sute de elevi din județul Constanța, potrivit cărora au fost încălcate drepturile prevăzute de Legea Învățământului prin art. 84 (3). În județul Cluj, Ministerul Educației nu a decontat niciun ban timp de șapte luni. Datoriile acumulate se ridică la peste 3,5 milioane de lei, 3.100 de studenți navetiști fiind afectați de această situație.
Pe 13 noiembrie, mii de studenți din 11 universități din București, Timișoara, Cluj-Napoca, Iași, Constanța, Galați, Baia Mare, Sibiu, Suceava, Oradea și Alba Iulia au ieșit în stradă pentru a protesta împotriva finanțării insuficiente a sistemului de învățământ. În solidaritate cu elevii, elevii din zeci de școli și licee au intrat în grevă japoneză. Elevii au scandat sloganuri împotriva Guvernului și au cerut alocarea a 6% din PIB pentru educație: „Vrem o școală pentru toți, nu un Guvern de mafioți”, „Financiați educația sau lăsați Guvernul”. Potrivit presei din România, evenimentul este una dintre cele mai mari mișcări studențești din ultimii ani.
Pe 13 noiembrie, sute de studenți din 11 universități din București, Timișoara, Cluj-Napoca, Iași, Constanța, Galați, Baia Mare, Sibiu, Suceava, Oradea și Alba Iulia au ieșit în stradă pentru a protesta față de subfinanțarea sistemului de educație. În solidaritate cu studenții, elevii din zeci de școli și licee au intrat în grevă japoneză. Studenții au scandat sloganuri împotriva guvernului și au cerut alocarea a 6% din PIB pentru educație: „Vrem o școală pentru toți, nu un guvern de mafioți”, „Finanțați educația sau plecați din guvern”. Potrivit presei române, evenimentele sunt una dintre cele mai mari mișcări studențești din ultimii ani.
Salariile profesorilor este o problemă cu care se confruntă sistemul de învățământ. În România, un profesor este plătit cu 9.3 lei net (2.09 euro) pe oră, comparativ cu alte țări europene, unde salariile sunt și de 40 de ori mai mari.
În Mai 2015, începând din Timișoara, Galați și Constanța, studenții au ocupat amfiteatrele universităților, protestând față de „dezastrul din mediul academic și lipsa de respect prin care sunt tratați studenții cu privire la deciziile din sistemul de educație superior”. Declanșate de Alianța Națională a Organizațiilor Studențești din România, după ce negocierile cu ministrul educației Sorin Cîmpeanu au eșuat, protestele s-au răspândit în alte universități din București, Iași, Cluj-Napoca, Oradea și Suceava. Studenții sunt, de asemenea, nemulțumiți de taxele de școlarizare universitare, invocând o rată de abandon universitar de 40%. Evenimentele sunt cunoscute în presa românească sub numele de Occupy University.

#### Greva doctorilor
Situația din spitale, salariile proaste și lipsa personalului i-au împins pe medici să lanseze un amplu program de proteste menit să-l alarmeze pe ministrul Eugen Nicolăescu cu privire la prăbușirea sistemului de sănătate din România. În septembrie au avut loc timp de două săptămâni pichetări în fața Ministerului Sănătății și a Ministerului Finanțelor. Protestele sunt cele mai mari din 1998 și sunt cunoscute în presa locală drept „Protestul halatelor albe”.

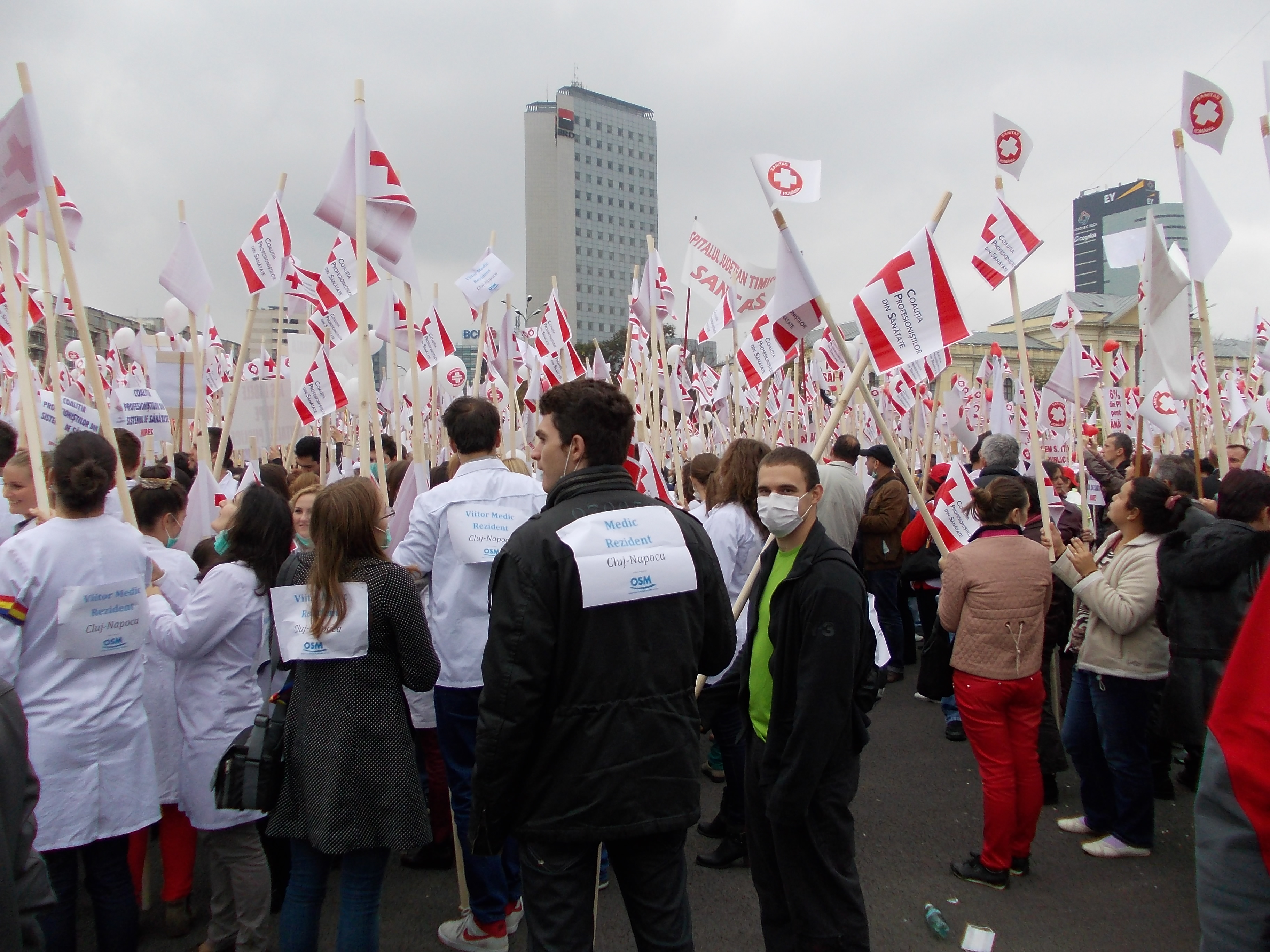
Marșul Tăcerii, 2 noiembrie

Pe 2 noiembrie, aproape 7.000 de medici, asistente și stomatologi au mărșăluit pe Calea Victoriei, spre Palatul Parlamentului. Manifestării, numită „Marșul Tăcerii”, s-a alăturat personalului medical din toată țara. Manifestanții au sprijinit de peretele Palatului Parlamentului o cruce și aproape 20 de coroane, sugerând astfel „moartea sănătății” în România.
După trei runde de negocieri eșuate cu ministrul Sănătății, pe 25 noiembrie, peste 130.000 de cadre medicale din toată țara au declanșat o grevă de avertisment între orele 8 și 10. În acest timp, policlinicile au fost închise, iar spitalele funcționau doar în situații de urgență medicală. Marius Sepi, prim-vicepreședintele Federației Sanitas, a declarat că greva a fost afectată de unii directori de spitale care i-au amenințat pe protestatari. Chiar și ministrul Sănătății, Eugen Nicolăescu, a considerat greva ilegală și a spus că nu știe dacă se poate crește salariile.
În ciuda schimbărilor majore pe scena politică românească la începutul anului 2014, noul ministru al Sănătății nu a putut face față cerințelor profesioniștilor din domeniul sănătății. În acest sens, medicii au pichetat în perioada 23 iunie - 4 iulie la sediile Ministerului Sănătății, Ministerului Muncii și Ministerului Finanțelor Publice.

#### Taxa de 7 cenți
Între președintele Băsescu și premierul Ponta a existat o dispută dură privind creșterea prețului la carburanți cu 7 cenți, măsură adoptată de la 1 aprilie 2014. Șeful statului i-a cerut lui Victor Ponta să renunțe la taxa pe care o consideră o povară fiscală inutilă și discriminatorie. La fel, Traian Băsescu este convins că măsura va duce la evaziune fiscală. Măsura a fost criticată și de opoziție. Astfel, pe 15 martie, între 8.000 și 10.000 de persoane, membri sau susținători ai Partidului Mișcarea Populară, au protestat în Piața George Enescu din București împotriva politicilor economice proaste ale lui Ponta și a valului de taxe care va fi introdus o dată cu 1 aprilie. România se numără printre țările cu cea mai scumpă benzină din lume, la 7,38 dolari pe galon (1,41 euro pe litru).
Protestele legate de suprataxarea combustibililor au avut loc și cu câteva luni înainte de implementarea acestei măsuri. Pe 9 decembrie 2013, peste 86.000 de șoferi de camioane din întreaga țară au intrat în grevă și au blocat timp de câteva ore traficul pe șoselele de centură ale marilor orașe.

### Protestele împotriva Proiectului Roșia Montană

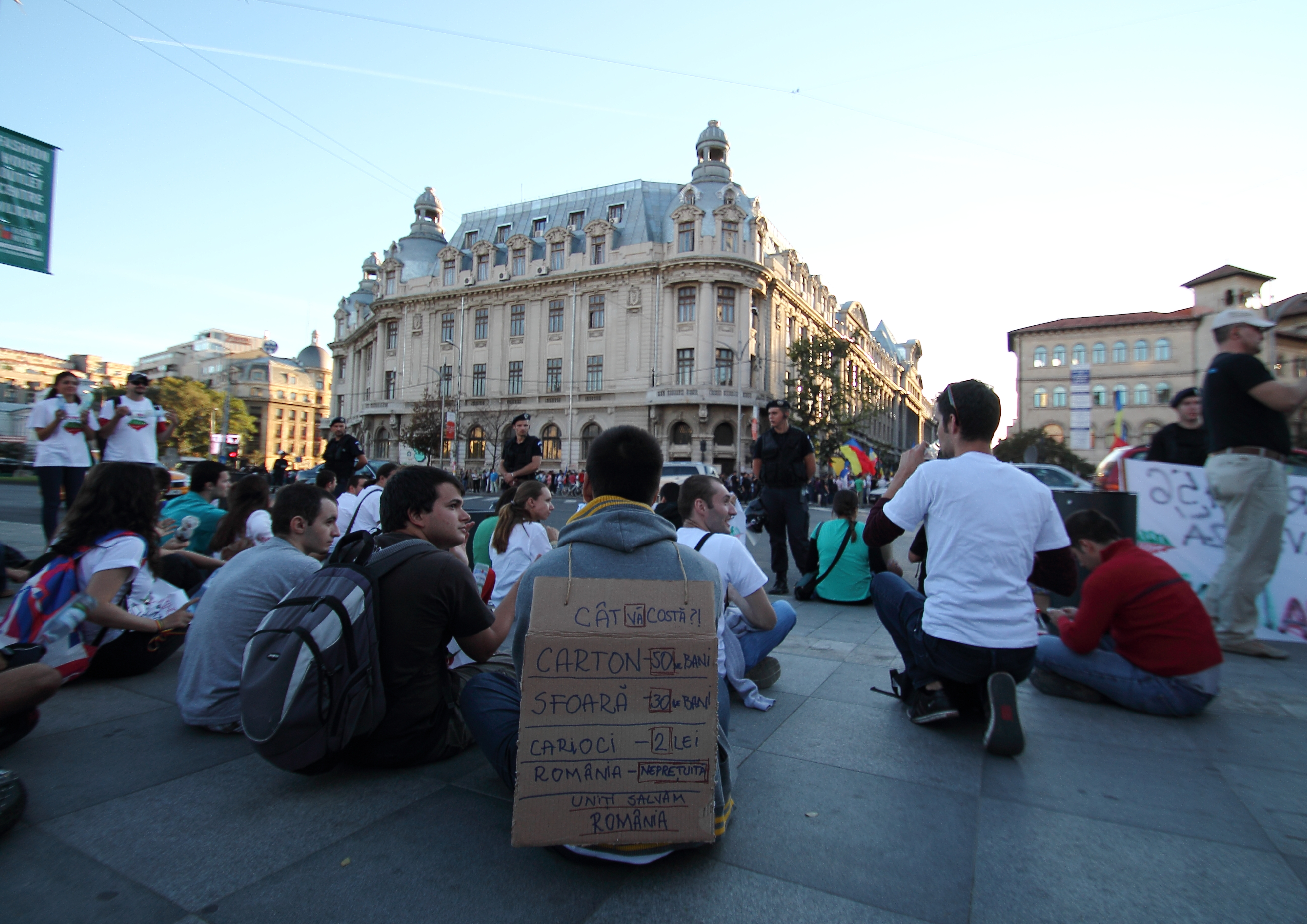
Un sit-in în Piața Universității, București

Proiectul Roșia Montană, un proiect de minare menită să scoată la suprafață 350 de tone de aur și 1500 de tone de argint, a întâlnit o rezistență semnificativă de la grupurile pentru protecția mediului din România și țările învecinate. Printre nemulțumirile ecologiștilor sunt poluarea prin cianurare și procentajul extrem de mic de care ar beneficia România din această exploatare. O îngrijorare a fost faptul că legislația ar da dreptul Roșia Montană Gold Corporation să oblige proprietarii din Roșia Montană să-și vândă casele și pământurile. Proiectul de lege stabilește, de asemenea, termene pentru ca autoritățile statului să acorde toate autorizațiile, indiferent de potențialele încălcări ale legislației naționale sau ale hotărârilor judecătorești.
Valul de proteste a început pe 1 septembrie 2013 prin o mobilizare națională și a continuat până la sfârșitul lui decembrie. Protestele au scos în stradă peste 200.000 de oameni din 50 de orașe ale României și 30 de orașe din Diaspora. Cele mai mari manifestații au fost organizate la București (20.000 de protestatari), Cluj-Napoca (10.000 de protestatari), Câmpeni (4000 de protestatari), și Iași (1500 de protestatari). În București, Timișoara și Iași, protestatarii și-au construit „baricade în oraș”, paralizând traficul pe principalele artere de circulație. Protestele au fost numite de media internațională „Toamna Română”, având multe forme de protest: lanț uman în jurul Palatului Parlamentului, flashmob-uri, blocări de drumuri și ciocniri cu jandarmeria. Deși protestele au fost în principal pașnice, s-au raportat incidente grave. Pe 13 septembrie, ministrul Culturii Daniel Barbu a fost atacat cu roșii la Cluj-Napoca. În noiembrie, protestatarii din București, Brașov și Cluj-Napoca au fost agresați și stropiți cu substanțe iritante de către jandarmi, în Capitală 62 de persoane fiind amendate pentru blocarea traficului. De asemenea, pe 9 decembrie, aproximativ 50 de activiști Greenpeace din 10 țări care protestau în curtea clădirii Parlamentului, au fost sechestrați de jandarmi și conduși la secțiile de poliție. Protestatarii au acuzat, de asemenea, acoperirea slabă a protestelor de către mass-media din România.

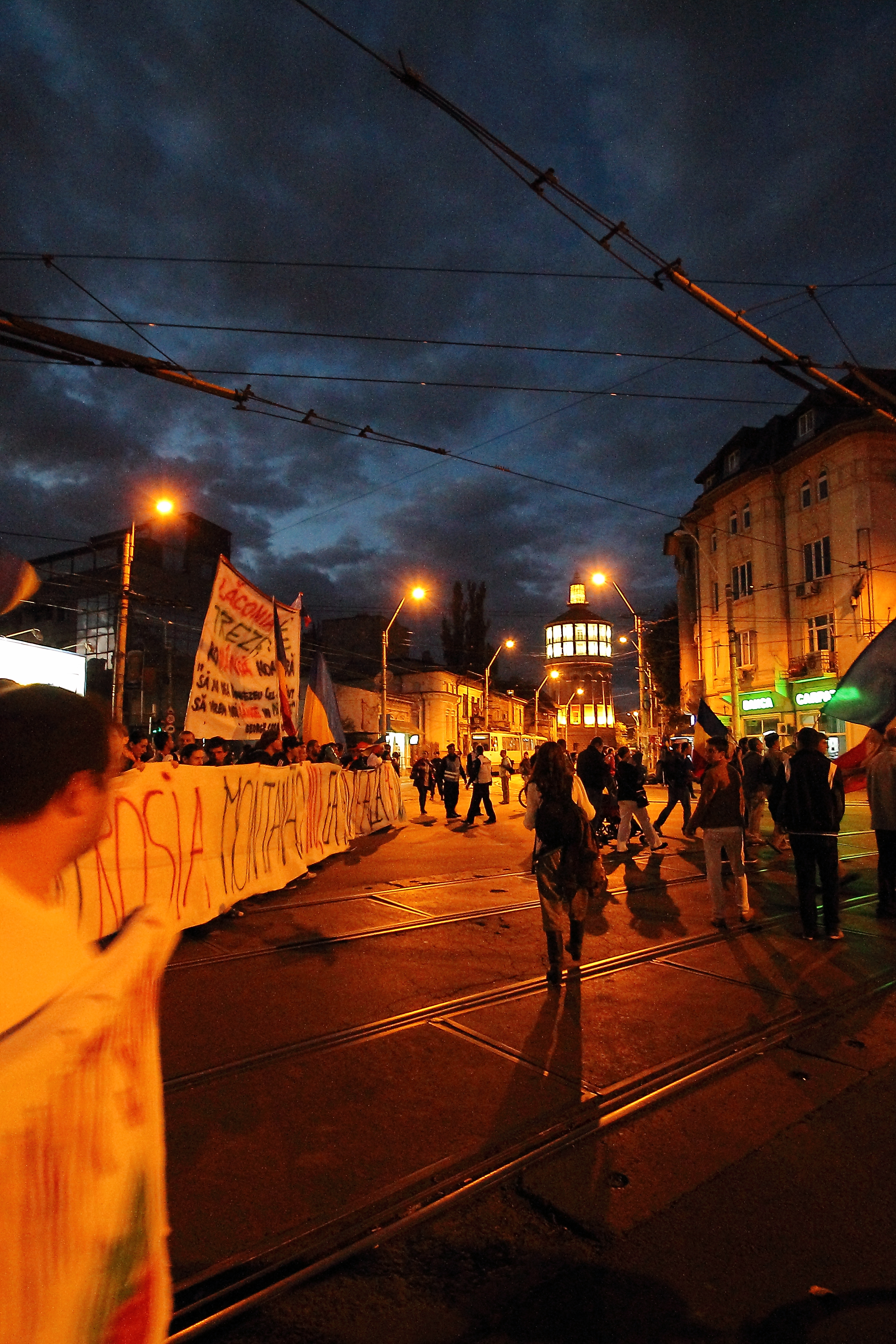
Protestatari blocând traficul în apropierea Foișorului de Foc, București

Au existat și proteste în sprijinul proiectului minier. Organizat doar în zona de exploatare, cel mai mare protest a atras până la 5.000 de localnici și 33 de mineri blocați în subteran, care luptau pentru locurile de muncă promise de Roșia Montană Gold Corporation, în măsura în care rata șomajului în zonă este foarte mare. În încercarea de a dezamorsa situația tensionată din Roșia Montană, premierul Victor Ponta a coborât în subteran pentru a discuta cu minerii. Cu toate acestea, în timpul protestelor masive împotriva Proiectului Roșia Montană, Ponta – ținta principală a protestelor – nu a purtat nicio conversație cu reprezentanții protestatarilor.

### "Marțea Neagră" și protestele ulterioare
Camera Deputaților a adoptat, pe 10 decembrie 2013, un proiect de lege care conține multiple modificări la Codul penal, care să acorde „superimunitate” parlamentarilor și președintelui, întrucât aceștia vor fi scoși din categoria „funcționar public” prevăzută. în Cod. Mai mult, modificările ar proteja politicienii de investigarea organelor de luptă anticorupție (Direcția Națională Anticorupție, Agenția Națională de Integritate) și ar scoate conflictul de interese de pe lista contravențiilor. După ce Parlamentul României a adoptat amendamentele, instituțiile de presă au marcat ziua drept „Marțea Neagră” a democrației românești.
Pe 14 decembrie, aproape 1.500 de persoane au participat la o întâlnire organizată de Partidul Mișcarea Populară, în semn de protest împotriva noului Cod Penal. A doua zi, un protest similar a avut loc la București și la care au participat peste 2.000 de persoane. Spre deosebire de precedentul, acesta a fost mai violent. La fața locului au fost dislocate un număr mare de forțe de poliție. Au format cordoane pentru a împiedica protestatarii să se deplaseze spre sediul Guvernului. Mulțimea furioasă a rupt cordoanele, iar jandarmii au folosit gaze lacrimogene pentru a evita blocarea traficului. După altercații, patru protestatari au fost sechestrați de jandarmi și duși la secția de poliție. Ei au fost audiați și amendați pentru tulburarea liniștii și ordinii publice. Unul dintre protestatari a fost transportat la Spitalul Floreasca cu o rana la cap. Pe 21 decembrie, peste 5.000 de persoane au participat la un protest la București împotriva tuturor politicienilor și a noului Cod Penal. Protestul a avut loc sub sloganul 21–22 vrem democrația înapoi. Mobilizați pe rețelele de socializare, protestatarii au cerut demisia premierului Victor Ponta și a președintelui Traian Băsescu, dar și dizolvarea Parlamentului. Pe tot parcursul protestului, manifestanții au aprins lumânări în memoria victimelor Revoluției din 1989. Au fost dislocați sute de jandarmi, echipați pentru intervenție, cu bastoane și pistoale cu gaz lacrimogen, autoutilitare și tunuri cu apă. Protestatarii au aruncat cu pietre și sticle în vehiculele Jandarmeriei și i-au acuzat pe jandarmi că au apărat hoții.

#### Reacții

##### Interne
Modificările la Codul Penal au fost contestate ferm de președintele Traian Băsescu, care a spus că va retrimite Parlamentului legea prin care președintele și parlamentarii sunt scoși din categoria funcționarilor publici. Șeful statului a spus că modificările la Codul penal adoptate de Cameră sunt „dramatice” și „demolează zece ani de muncă și activitate a instituțiilor anticorupție” precum Direcția Națională Anticorupție (DNA) sau Agenția Națională de Integritate (ANI). Președintele a menționat într-o emisiune TV posibilitatea dizolvarării parlamentului, invocând încălcarea criteriilor de la Copenhaga prin aceste modificări la Codul penal.
Direcția Națională Anticorupție a arătat că, în urma modificărilor aduse Codului Penal, parlamentarii inculpați pentru fapte de corupție sau fapte similare acelei contravenții ar putea fi achitați, iar cei reținuți prin sentință definitivă ar putea fi eliberați. Președintele Agenției Naționale de Integritate, Horia Georgescu, a mai spus că, în urma modificărilor, „va fi creată o superimunitate”, iar „istoria cazurilor ANI va fi aruncată în sus pentru 25 de parlamentari”.
Consiliul Superior al Magistraturii a criticat modificările aduse Codului penal, subliniind că nu le-a primit spre aprobare, așa cum prevede legea. Comisia juridică a Camerei Deputaților a declarat într-un comunicat că nu are obligația de a solicita avizul CSM.
Partidul Democrat Liberal a depus, pe 12 decembrie, Curții Constituționale, două sesizări despre modificările adoptate marți de Camera Deputaților la Codul penal, una care vizează definirea funcționarului public, iar cealaltă se referă la conflictul de interese. De asemenea, Înalta Curte de Casație și Justiție a sesizat Curtea Constituțională pe același subiect. Preocupările exprimate de circa 50 de parlamentari PDL au fost confirmate de Curtea Constituțională a României. Astfel, pe 15 ianuarie 2014, membrii Curții Constituționale au decis în unanimitate că modificările aduse Codului penal sunt neconstituționale. Judecătorii CCR au decis că articolul care scoate funcționarii din categoria funcționarilor publici încalcă mai multe articole din Constituție referitoare la statul de drept, egalitatea în drepturi a cetățenilor și obligația statului român de a-și îndeplini cu bună-credință obligațiile care îi revin în tratatele internaționale.
Într-o conferință de presă, deputatul PSD Eugen Nicolicea a respins acuzațiile privind noul Cod Penal, spunând că presa a mascat adevărul.

##### Internaționale
- Într-o ședință a Camerei Deputaților, Ambasada SUA a transmis o reacție foarte dură la modificările Codului penal. „Această acțiune a Parlamentului reprezintă o abatere de la principiile transparenței și statului de drept și este un semnal descurajator pentru investitori, care va afecta negativ economia României”.[123] Ambasadorul SUA la Organizația pentru Securitate și Cooperare în Europa, Daniel B. Baer, a declarat, pe 20 decembrie, că Statele Unite sunt îngrijorate de recentele modificări aduse Codului Penal și a avertizat că ratificarea acestor modificări va avea ca rezultat slăbirea statului de drept în România.[124]
- Reacții similare au venit și din partea Comisiei Europene. Comisia Europeană avertizează că funcționarii publici, indiferent de instituția pentru care lucrează, trebuie să respecte regulile împotriva conflictelor de interese și a corupției. "Această schimbare nu a fost ridicată niciodată. Din punctul nostru de vedere, este o decizie la care nu ne așteptam", a declarat Mark Stephen Gray, purtătorul de cuvânt al Comisiei Europene..
- Ambasadorul Marii Britanii la București, Martin Harris, s-a declarat „îngrijorat” pentru modificările aduse Codului penal. „Este foarte descurajator faptul că aceste modificări au fost adoptate fără nicio consultare, nicio dezbatere și nicio oportunitate pentru reprezentanții autorității judiciare și membrii societății civile de a comenta asupra modificărilor propuse”, arată reacția ambasadei.[125]
- Ambasada Germaniei a luat poziție împotriva modificărilor aduse Codului penal, anunțând că urmărește „cu atenție și îngrijorare măsurile legislative actuale”.[126]
- Ambasada Țărilor de Jos la București a declarat că urmărește cu îngrijorare modificările la Codul penal și se așteaptă la evoluțiile viitoare.[127]
- Hannes Swoboda, liderul socialiștilor din Parlamentul European, a declarat pentru Radio France Internationale că modificările aduse Codului penal contravin valorilor UE și reprezintă un adevărat pas înapoi pentru țară.[128][129]
- Într-un comunicat de presă, Transparency International a cerut abrogarea imediată a modificărilor legale care acordă imunitate politicienilor români. Potrivit organizației, „aceste evoluții riscă să deschidă ușa politicienilor corupți să acționeze cu impunitate”.[130]

### Tensiunile politice din 2014–2015
La mijlocul lunii februarie 2014, guvernul României a intrat în impas după ce PNL, partidul constitutiv al guvernului, a anunțat remanierea a patru miniștri. Victor Ponta a refuzat în repetate rânduri propunerea lui Klaus Iohannis de vicepremier și ministru de Interne, fapt care a aprins spiritele în interiorul PNL. Astfel, pe 25 februarie, PNL a decis cu o majoritate covârșitoare să părăsească coaliția de guvernământ. O zi mai târziu, toți miniștrii PNL și-au dat demisia.
Un conflict politic major a izbucnit și în august, când Parlamentul a adoptat o ordonanță de urgență care permite autorităților locale să-și schimbe partidul politic fără sancțiuni. Evenimentul, marcat în presa din România drept „Joia Neagră” – în analogie cu „Marțea Neagră”, a fost criticat de ambasadele Statelor Unite și Regatului Unit, dar mai ales de opoziție care îl acuză pe Victor Ponta că a încercat să fraudeze alegerile prezidențiale din noiembrie, motiv pentru care Alianța Creștin-Liberală, susținută de Partidul Mișcarea Populară, a amenințat guvernul cu o moțiune de cenzură. Potrivit celor care au inițiat această lege, schimbarea de partid este o soluție la impasul instituțional după ruperea USL dinn februarie. OUG a fost însă declarată de CCR neconstituțională.
| |                      |                    |         |
| > 20.000 de participanți 10.000–20.000 de participanți 5000–10.000 de participanți 1000–5000 de participanți < 1000 de participanți |                      |                    |         |
| Oraș | Cel mai mare protest | Dată               | Ref.    |
| București | 70.000               | 20 septembrie 2014 | [ 138 ] |
| Iași | 30.000               | 22 iulie 2012      | [ 139 ] |
| Cluj-Napoca | 25.000               | 22 martie 2014     | [ 140 ] |
| Craiova | 25.000               | 4 octombrie 2014   | [ 141 ] |
| Sfântu Gheorghe | 25.000               | 1 septembrie 2012  | [ 142 ] |
| Timișoara | 20.000               | 24 octombrie 2014  | [ 143 ] |
| Sibiu | 12.000               | 31 octombrie 2014  | [ 144 ] |
| Mioveni | 11.000               | 5 martie 2014      | [ 145 ] |
| Bârlad | 10.000               | 27 mai 2013        | [ 146 ] |
| Constanța | 10.000               | 11 octombrie 2014  | [ 147 ] |
| Oradea | 8000                 | 24 iulie 2012      | [ 148 ] |
| Pitești | 7000                 | 25 iulie 2012      | [ 149 ] |
| Târgu Jiu | 6000                 | 5 februarie 2015   | [ 150 ] |
| Brașov | 5000                 | 17 iulie 2012      | [ 151 ] |
| Rovinari | 5000                 | 7 mai 2014         | [ 152 ] |
| Câmpeni | 4000                 | 19 octombrie 2013  | [ 153 ] |
| Târgu Mureș | 3500                 | 10 martie 2014     | [ 154 ] |
| Petroșani | 3000                 | 8 martie 2012      | [ 155 ] |
| Galați | 2500                 | 1 mai 2012         | [ 156 ] |
| Alexandria | 1500                 | 25 iulie 2012      | [ 149 ] |
| Curtici | 1500                 | 1 februarie 2014   | [ 157 ] |
| Râmnicu Vâlcea | 1500                 | 28 martie 2013     | [ 158 ] |
| Drobeta-Turnu Severin | 1200                 | 14 iulie 2015      | [ 159 ] |

#### "Războiul palatelor"
Cunoscut în presa românească drept „Războiul dintre palate” a fost un conflict prelungit între președintele Traian Băsescu și premierul Victor Ponta, reprezentanții Palatului Cotroceni și, respectiv, Palatului Victoria. În aprilie 2014, conflictul dintre cei doi s-a adâncit și a escaladat la amenințări cu închisoarea din partea ambilor. Președintele Traian Băsescu a spus că dacă Victor Ponta va încerca să se amestece în justiție riscă să ajungă în mâinile procurorilor, care nu vor tolera asta. El a mai declarat că Ponta este profund corupt, iar alegerea lui ca președinte ar fi o mare dramă pentru România. În replică, Victor Ponta a declarat: "(...) Sunt absolut convins că Traian Băsescu va merge la pușcărie. Eu, care știu că am respectat întotdeauna legea, nu mă tem".
Într-o emisiune TV, președintele Traian Băsescu a reacționat la declarațiile senatorului PSD, Gabriela Firea, afirmând: „Mai bine stă pe scaunul ei și s-ar descurca cu ce se întâmplă pe moșia soțului ei. Pentru că nu l-ar mai găsi acasă, dacă ea nu este atentă. Înțeleg că în parohia lui se întâmplă destule lucruri rele”. Victor Ponta a reacționat rapid la aceste declarații întocmind o plângere penală împotriva președintelui Traian Băsescu. În această plângere, președintele este acuzat de șantaj și amenințare. Liderul socialist european Serghei Stanișev a condamnat declarațiile făcute de Traian Băsescu, susținând că declarațiile către Gabriela Firea sunt provocatoare și incendiare, iar sugestia că soțul ei ar putea „dispărea” depășește limitele decenței.
După scandalul președintelui Consiliului Județean Mehedinți, Adrian Duicu, unde procurorii spun că Duicu a făcut trafic de influență din biroul lui Victor Ponta de la Palatul Victoria, în prezența ministrului de Interne Radu Stroe, premierul a decis să-și mute biroul la Ministerul Apărării Naționale, cu „securitate militară”. Victor Ponta a negat vehement implicarea sa în acest caz, susținând că acest scandal este doar o minciună. Jurnaliștii au criticat minimalizarea scandalului în care este implicat premierul Victor Ponta, acuzându-l că încearcă să mute discuția din fapte concrete semnalate de procurorii DNA în planul conflictului politic cu Traian Băsescu și „înscenare a presei”. Deplasarea lui Victor Ponta de la Palatul Victoria la Ministerul Apărării a fost criticată și de președintele PNL, Crin Antonescu, susținând că premierul „a pierdut controlul” și „își bate joc de instituțiile țării”.

#### Protestele de la alegerile prezidențiale
O discrepanță aparentă între numărul de secții de votare și alegătorii estimați în majoritatea țărilor europene (în Germania doar cinci secții erau deschise pentru peste 200.000 de expați), alegătorii au văzut acest lucru ca pe o negare ideologică selectivă a exercitării dreptului de vot. Acest fapt a atras supărarea românilor pe politicile lui Ponta, care au început o „campanie” de proteste și demonstrații civile în țară și în străinătate. Protestele au izbucnit pentru prima dată pe 8 noiembrie, când mii de oameni s-au adunat în piețele orașului în sprijinul compatrioților care locuiesc în străinătate, care au fost respinși când încercau să voteze în primul tur, ceea ce l-a determinat pe ministrul de externe Titus Corlățean să demisioneze. Cozile lungi și obstacolele birocratice au făcut ca procesul de vot să fie lung la ambasadele României din Uniunea Europeană și în alte părți în primul tur. Mulți nu au putut să voteze înainte de încheierea votului. Guvernul a luat măsuri pentru ca votul din 16 noiembrie să se desfășoare fără probleme, crescând numărul cabinelor de vot și al personalului din străinătate. Dar nu a crescut numărul secțiilor de votare, așa cum au cerut grupurile din diaspora românească.

Cu o zi înainte de turul prezidențial, în toată țara au avut loc manifestații de amploare, cu 15.000 de participanți la Cluj-Napoca și 5.000 la Timișoara. Protestele l-au vizat pe candidatul PSD și premierul Victor Ponta, acuzat de slaba organizare a procesului de vot în diaspora. Neregulile din primul tur s-au repetat în tur. Atunci, zeci de mii de români din străinătate au fost atacați cu bastoane și gaze lacrimogene de oamenii legii, în timp ce alegătorii au forțat intrarea în ambasade pentru a-și exercita votul. La București, până la 20.000 de oameni s-au adunat pentru a protesta împotriva lui Victor Ponta, distrugând cu el afișele electorale. Spre surprinderea tuturor, candidatul de etnie germană Klaus Iohannis de la PNL a câștigat alegerile cu o marjă confortabilă, în ciuda faptului că Victor Ponta l-a depășit pe Iohannis în toate sondajele. Iohannis a sărbătorit victoria cu manifestanții în Piața Universității. Rezultatul votului a fost văzut în mass-media ca o „mică revoluție”, în condițiile în care Victor Ponta controla guvernul din 2012, iar PSD este cel mai mare partid din țară.

#### Protestele împotriva imunității parlamentare
În martie 2015, s-a stârnit o dispută între alianța de guvernământ PSD-UNPR-PC și principalul partid de opoziție, PNL. Majoritatea PSD din Senat a respins solicitarea procurorilor DNA de arestare a parlamentarului PSD Dan Șova într-un dosar de corupție. Deși votul a fost în detrimentul lui Șova (79 la 67), senatorii PSD au făcut uz de o prevederile din Regulamentul Senatului, ignorând Constituția. Regulamentul Senatului spune că o decizie se ia cu majoritatea tuturor membrilor, nu cu majoritatea membrilor prezenți. Astfel, prin această interpretare, DNA avea nevoie de 85 de voturi pentru. Interpretarea legii de către senatorii PSD sfidează Constituția, respectiv articolul 76, care prevede că „Legile și hotărârile ordinare se adoptă cu votul majorității membrilor prezenți în fiecare Cameră”.
În acest context, Partidul Național Liberal intenționează să facă recurs la Curtea Constituțională decizia Senatului, cerând și alegeri anticipate. Curtea Constituțională a fost atacată și de președintele Klaus Iohannis și de Direcția Națională Anticorupție. George Kent, coordonatorul principal al programelor anticorupție în Biroul pentru Europa și Eurasia al Departamentului de Stat al SUA, a criticat decizia, subliniind că „justiția trebuie să poată judeca”. Mai mult, Ambasada Marii Britanii la București și-a exprimat îngrijorarea cu privire la vot în cazul lui Dan Șova, subliniind că „nimeni nu este deasupra legii”. Aceeași poziție a luat-o și Klaus Iohannis, afirmând și că „calitatea de deputat, senator sau ministru nu trebuie să dea nimănui imunitate în fața justiției”. Ambasada Țărilor de Jos a declarat că urmărește „cu îngrijorare și surprindere” evoluțiile privind imunitatea parlamentară, mai ales într-un context în care partidele politice s-au angajat să lupte împotriva corupției. Personalități culturale ale României, printre care scriitorul Mircea Cărtărescu, au cerut alegeri anticipate și și-au exprimat nemulțumirea față de vot.
În urma unei plângeri depuse de PNL, judecătorii Curții Constituționale au constatat, pe 6 mai, că decizia Senatului în dosarul Șova este neconstituțională, deoarece a fost adoptată în temeiul unor dispoziții legale și regulamentare care contravin prevederilor art. 76 alin. 2 din Constituție.

### Protestele din noiembrie 2015
În 2015, în urma incendiului clubului de noapte Colectiv, au avut loc o serie de proteste în toată România. Acestea s-au soldat cu demisia premierului de la acea vreme, Victor Ponta. Ulterior, pe 10 noiembrie 2015, președintele Klaus Iohannis l-a propus pe Dacian Cioloș pentru funcția de prim-ministru. Pe 17 noiembrie 2015, Parlamentul a votat în favoarea nominalizării, care a marcat începutul Guvernului Cioloș.